# Adrián Otaegui
Artikeln följer den spanska namnseden; faderns efternamn är Otaegui och moderns efternamn Jaúregui.
Adrián Otaegui Jaúregui, född 21 november 1992 i San Sebastián, är en spansk professionell golfspelare som spelar för Liv Golf och PGA European Tour. Han har tidigare spelat på Challenge Tour.
Otaegui har vunnit tre European-vinster. Hans bästa resultat i Liv Golf Invitational Series 2022 har varit en delad sjätte plats vid Liv Golf Invitational London på Centurion Club, där kunde han inkassera 800 000 amerikanska dollar i prispengar.